# ابوسعید سیرافی
قاضی ابوسعید حسن بن عبدالله بن مرزبان سیرافی که به اختصار ابوسعید سیرافی خوانده می‌شود، عالم نحوی اهل سیراف بود. (سیراف امروزه جزو استان بوشهر است.) 
پدرش زرتشتی بود و بهزاد نام داشت ولی بعد از مسلمان شدن نام عبدالله بر خود نهاد. ابوسعید در سال ۲۸۴ به قولی دیگر ۲۹۰ هجری قمری به دنیا آمد. تحصیلات خود را تا سن ۲۰سالگی در سیراف گذراند پس از اخذ اجتهاد از عمان به وطن برگشت. سپس راهی بغداد شد و درآنجا منصب قضاوت را عهده‌دار بود. ابن ندیم با وی دوست بود و سید رضی پیش از ده سالگی از او نحو آموخت. وی عالمی جامع بود و در نحو، فقه، لغت، شعر، عروض، قرائت، حدیث، کلام، حساب و هندسه چیره‌دست بود. 
ابوسعید علم نحو را از ابن سراج و لغت را از ابن درید آموخت تا اینکه خود از اکابر و اعاظم علمای زمان خویش شد. وی در فقه و حدیث و علوم قرآن و کلام از اساتید بنام بود اما در نحو و لغت عرب خاصه نحو بصریان اشتهار بیشتری یافت. دکتر معین می‌نویسد بر اثر شهرتی که داشت مرجع امراء و علما و افاضل بود از آن جمله نوح سامانی نامه‌ای به او نوشت و چهار صد سؤال که غالب آن‌ها الفاظ لغوی بود، از وی کرد و دیلمی وزیر نامه‌ای مشتمل بر سئوالاتی در باب قرآن بدو نوشت و مروان بن محمد ملک دیلم از آذربایجان یکصد و بیست سؤال در باب قرآن و حدیث نزد او فرستاد و همچنین عده‌ای دیگر و او همه را جواب داد. او در سال ۳۶۸ هجری قمری درگذشت. و در مقبره خیزران دفن گردید.

## آثار
- شرح کتاب سیبویه در نحو
- اخبار النحویین البصریین
- صنعة الشعر و البلاغة